# Tatsuhiko Seta
Tatsuhiko Seta (jap. 瀬田 龍彦 Seta Tatsuhiko; ur. 15 stycznia 1952) – japoński piłkarz, reprezentant kraju.

## Kariera klubowa
Od 1970 do 1986 roku występował w klubie Hitachi.

## Kariera reprezentacyjna
W reprezentacji Japonii zadebiutował w 1973. W reprezentacji Japonii występował w latach 1973-1980. W sumie w reprezentacji wystąpił w 25 spotkaniach.

## Statystyki
| Reprezentacja Japonii | Reprezentacja Japonii | Reprezentacja Japonii |
| Rok                   | Mecze                 | Gole                  |
| --------------------- | --------------------- | --------------------- |
| 1973                  | 2                     | 0                     |
| 1974                  | 3                     | 0                     |
| 1975                  | 5                     | 0                     |
| 1976                  | 14                    | 0                     |
| 1977                  | 0                     | 0                     |
| 1978                  | 0                     | 0                     |
| 1979                  | 0                     | 0                     |
| 1980                  | 1                     | 0                     |
| Razem                 | 25                    | 0                     |